# Hermi Lechner
Hermi Lechner (geborene Hermine Karner) * 3. Februar 1930 in Graz; † 29. Mai 2021 in Wien war eine österreichische Wienerlied-Interpretin und Textautorin.

## Leben
Hermi Lechner kam als Kind nach Wien und wuchs dort auf. Sie studierte am Konservatorium für Musik und darstellende Kunst Gesang, Klavier und Akkordeon. Mit einer Studienkollegin gründete sie 1948 das Alpenduo Karner. Es folgten Rundfunkaufnahmen im Sender Rot-Weiß-Rot, in denen sie bei den Kabarettisten Fritz Eckhardt und Karl Farkas mitwirkte. 1950 stieß Walter Lechner zum Duo, das deswegen in das Elite-Trio umgewandelt wurde. Diese Besetzung war mit Schallplattenverträgen und Rundfunkaufnahmen auch in Deutschland erfolgreich.
1951 heiratete sie Walter Lechner, mit dem sie Wienerlieder textete. Unter dem Namen Hermi Lechner wurde sie bekannt. Das Ehepaar eröffnete 1960 das Künstlerlokal Lechner-Stüberl in der Wiener Spitalgasse, in dem prominente Wiener verkehrten, übernahm später den Heurigen von Franz Schier in Nussdorf und die Kantine der Wien-Film in Sievering. In diesen Lokalen traten Hermi und Walter Lechner auch singend auf.
Nach dem Tod ihres Mannes 1974 arbeitete Hermi Lechner zunächst alleine als Wienerlied-Interpretin, Meisterjodlerin und vor allem als Textautorin weiter. 1977 heiratete sie den Conferencier und Zauberkünstler Franz Fasching, mit dem sie dann gemeinsam als Wiener Duett Hermi Lechner-Franz Fasching auftrat und Schallplatten einspielte.
Hermi Lechner war Präsidentin des Verbandes Österreichischer Textautoren und erhielt den Titel Professor.

## Werke
Als sehr produktive Textautorin von Wienerliedern arbeitete Hermi Lechner mit vielen bekannten Komponisten zusammen. Als Beispiele aus ihrem Schaffen seien genannt:
- Ich hab ein Wienerherz (Musik: Robert Stolz)
- Grüßt du an Wiener (Musik: Hans Lang)
- Wir habn die Straußbuam (Musik: Sepp Fellner)
- Wanns d'letzten Schrammeln außitragn (Musik: Ferry Wunsch)
- Der alte Wegscheider (Musik: Christian Kolonovits)